# Horneophyton lignieri
Horneophyton lignieri — примітивна наземна викопна рослина, що існувала у девонському періоді.

## Систематика
Описана по скам'янілим відбиткам Кідстоном та Лангом (Kindston & Lang.) у 1920 році під назвою Hornea lignieri. Проте родова назва вже була зайнята, тому у 1938 році E.S. Barghoorn & W.C. Darrah перейменували вид у Horneophyton lignieri. Хоча рослина є одним з найвідоміших видів риніофітів, систематичне положення викликає багато суперечок. Наприклад спорофіт цієї рослини описаний як Langiophyton mackiei.
Рослина за формою нагадує мохоподібних, проте гілочки мають судини з трахеїдами, що зближує її з сучасними судинними рослинами.

### Філогенія
Кладограма, що відображає можливі філогенічні і зв'язки за Crane et all. (2004) та Qiu et al. (2006)
|  | Horneophytopsida (Caia, Horneophyton, Tortilicaulis)            |
|  |                                                                 |
|  | \| \| Aglaophyton \| \| \| \| \| \| судинні рослини \| \| \| \| |
|  |                                                                 |
|  | Aglaophyton                                                     |
|  |                                                                 |
|  | судинні рослини                                                 |
|  |                                                                 |

|  | Aglaophyton     |
|  |                 |
|  | судинні рослини |
|  |                 |

|  | Horneophytopsida (Caia, Horneophyton, Tortilicaulis)            |
|  |                                                                 |
|  | \| \| Aglaophyton \| \| \| \| \| \| судинні рослини \| \| \| \| |
|  |                                                                 |
|  | Aglaophyton                                                     |
|  |                                                                 |
|  | судинні рослини                                                 |
|  |                                                                 |

|  | Aglaophyton     |
|  |                 |
|  | судинні рослини |
|  |                 |

|  | Horneophytopsida (Caia, Horneophyton, Tortilicaulis)            |
|  |                                                                 |
|  | \| \| Aglaophyton \| \| \| \| \| \| судинні рослини \| \| \| \| |
|  |                                                                 |
|  | Aglaophyton                                                     |
|  |                                                                 |
|  | судинні рослини                                                 |
|  |                                                                 |

|  | Aglaophyton     |
|  |                 |
|  | судинні рослини |
|  |                 |

|  | Horneophytopsida (Caia, Horneophyton, Tortilicaulis)            |
|  |                                                                 |
|  | \| \| Aglaophyton \| \| \| \| \| \| судинні рослини \| \| \| \| |
|  |                                                                 |
|  | Aglaophyton                                                     |
|  |                                                                 |
|  | судинні рослини                                                 |
|  |                                                                 |

|  | Aglaophyton     |
|  |                 |
|  | судинні рослини |
|  |                 |

## Опис
Підземна частина рослини складається з одного або декількох цибулеподібних структур з ризоїдами.
Провідна судина в стеблі посилена, але слабша ніж у вищих рослин. Структура спорангіїв відрізняється від вищих рослин: присутній центральний стовп, що називається колумелла.
Оскільки мохи також володіють колумеллою, існує ймовірність того, що Horneophyton є проміжною формою між мохами і іншими вищими рослинами.
Розмір оцінюється у 15-20 см.

## Палеоекологія
Судячи за викопними відбитками, Horneophyton lignieri був одним з найпоширеніших видів ранньодевонської флори. Рослина утворювала суцільний покрив на ґрунті і інших видів рослин у місцях знаходження виду не виявлено. Місця поширення виду не перетинаються з іншим поширеним масовим девонським видом Rhynia gwynne-vaughanii. Можна зробити висновок, що ці два масові види займали різні екологічні ніші.
Рослина росла у сирих вологих місцях. Це стало відомо завдяки решткам хитрідіомікотових грибів, сучасні представники яких живуть у вологому середовищі. До ґрунту рослина кріпилася ризоїдами з цибулеподібними потовщеннями.